# Qiloane Community
Qiloane Community är en gemenskap i Lesotho.   Den ligger i distriktet Maseru, i den västra delen av landet, 15 km öster om huvudstaden Maseru.